# Tsuda Umeko
Tsuda Umeko est un nom japonais traditionnel ; le nom de famille (ou le nom d'école), Tsuda, précède donc le prénom (ou le nom d'artiste).
Tsuda Umeko (津田 梅子), née le 31 décembre 1864 à Tokyo et décédée à l'âge de 64 ans le 16 août 1929 à Kamakura, est une féministe japonaise pionnière dans l'éducation des femmes au Japon durant l'ère Meiji. Née sous le nom de Tsuda Mume (津田 むめ), avec mume ou ume faisant référence à l'abricot japonais, elle adopte le nom d'Ume Tsuda durant ses études aux États-Unis avant de changer pour Umeko en 1902.

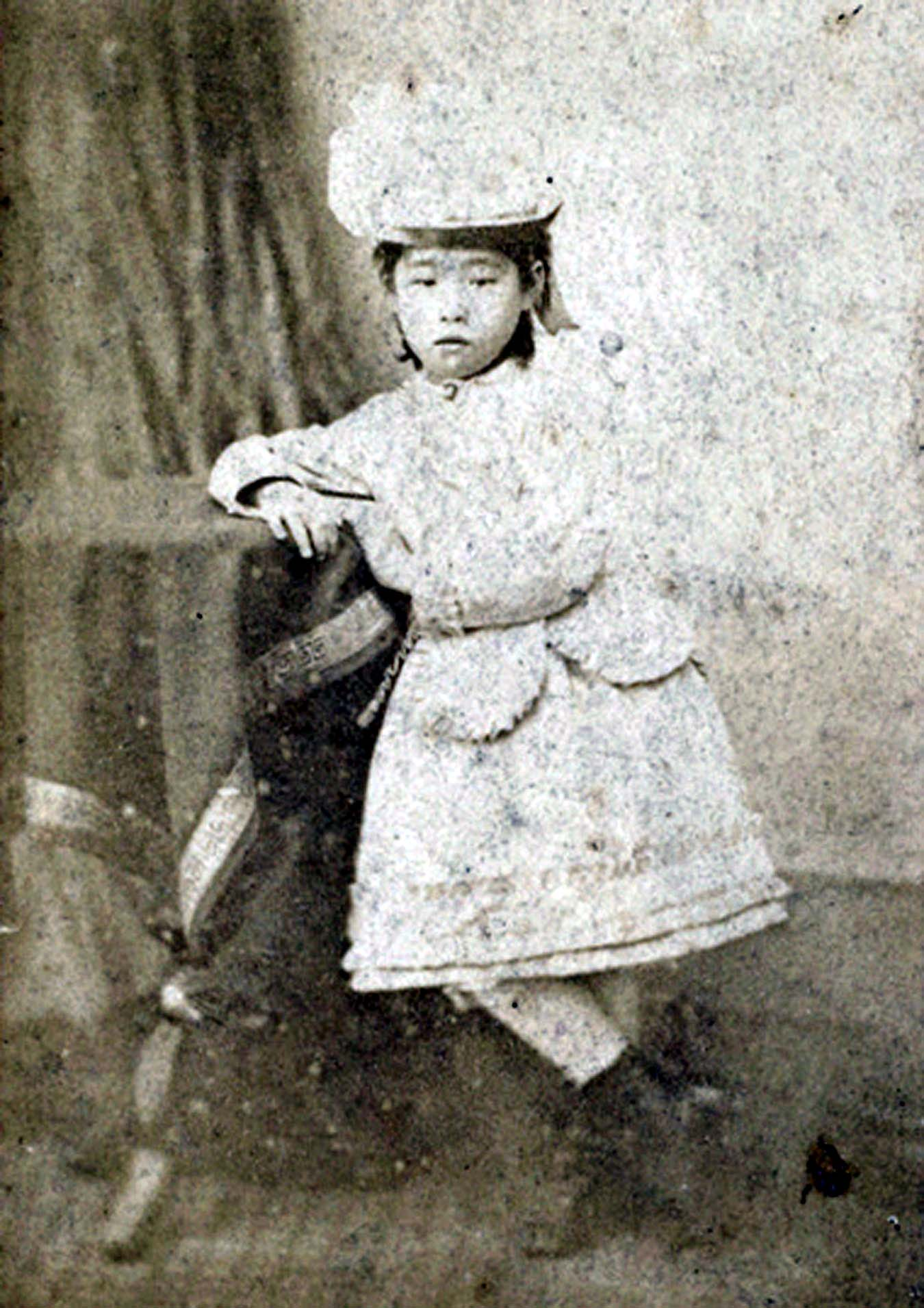
Tsuda Umeko à 4 ans en 1871.

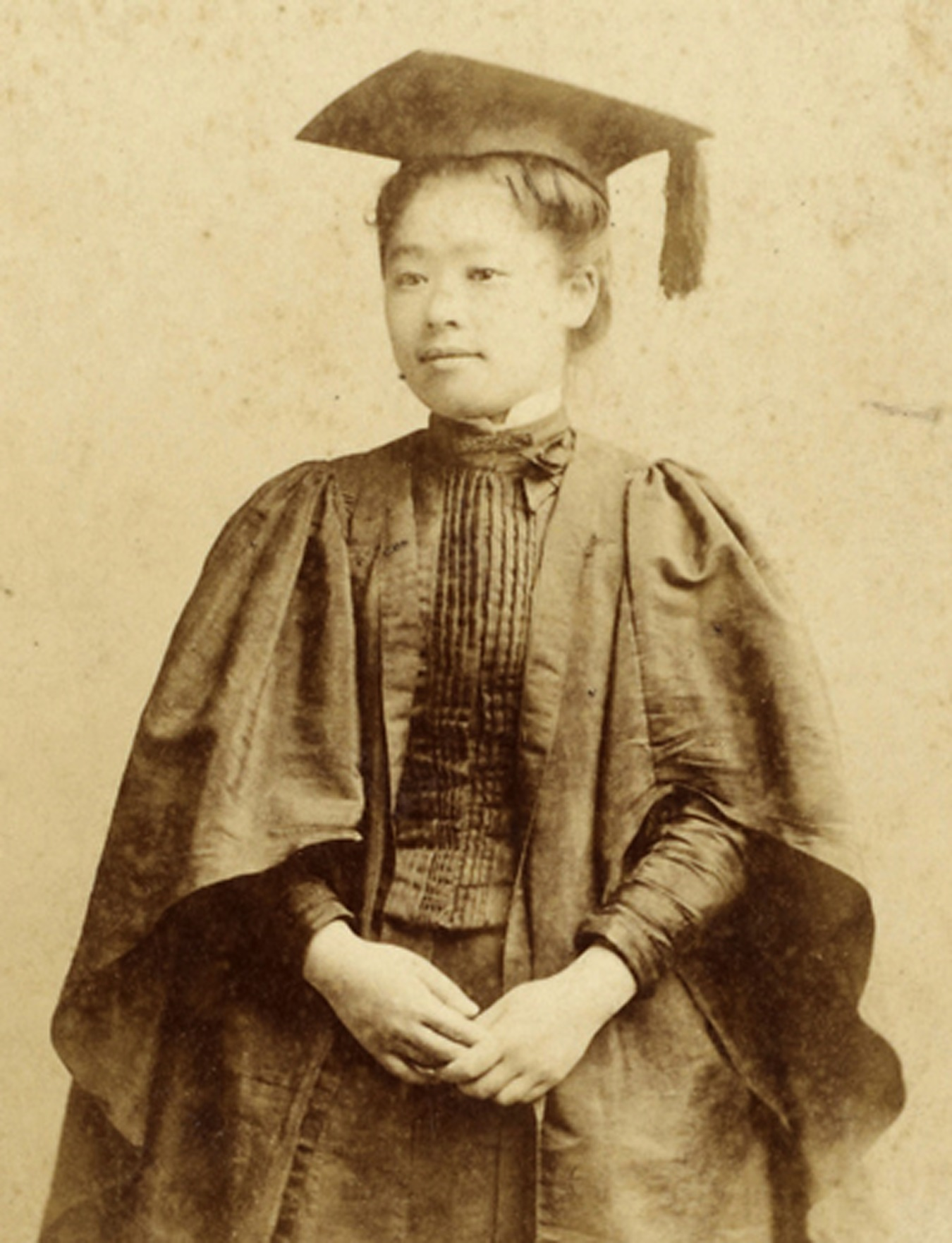
Tsuda Umeko diplômée à 23 ans en 1890.

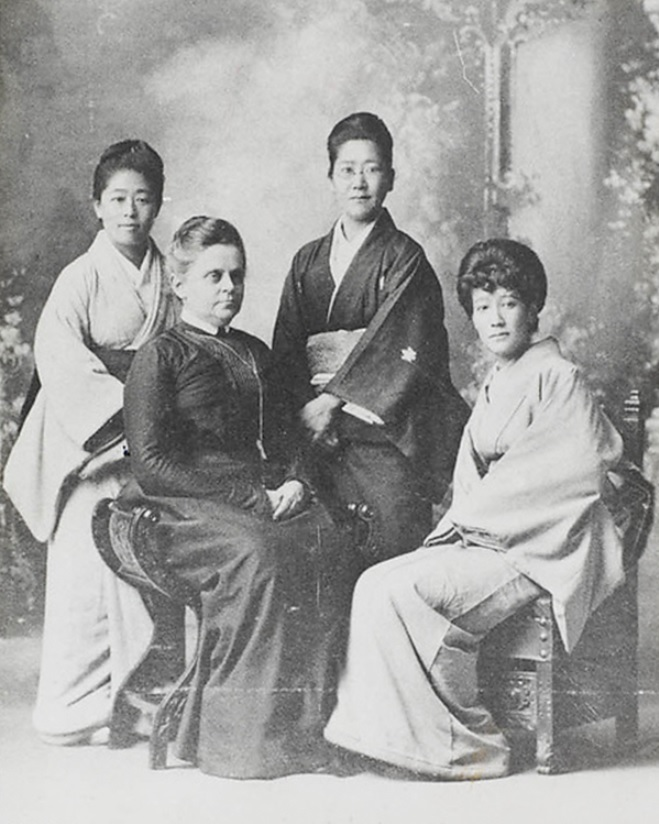
De gauche à droite : Tsuda Umeko, Alice Mabel Bacon (1858–1918), Uryū Shigeko (1862–1928), Sutematsu Ōyama (1860–1919).

Son effigie figure sur les nouveaux billets de 5000¥ (cinq mille yens) mis en circulation le 3 juillet 2024,.

## Biographie

### Jeunesse et formation
Seconde fille de Tsuda Sen, agronome progressiste et fervent partisan de l'occidentalisation et de la christianisation du Japon, Tsuda Umeko est la plus jeune membre de la mission Iwakura de 1871, à l'âge de six ans, et voyage aux États-Unis dans le cadre d'un échange étudiant. Elle étudie le système éducatif américain jusqu'à ses 18 ans.
Tsuda habite à cette époque à Washington, D.C. avec Charles Lanman (en) (secrétaire de la légation japonaise), et sa femme Adeline. Ils n'ont pas d'enfants, et l'hébergent comme leur propre fille. Tsuda étudie à l'institut collégial de Georgetown, où elle apprend l'anglais. Après son diplôme, elle entre à l'institut Archer, réservées aux filles de politiciens et de bureaucrates. Elle y excelle dans les langues, les mathématiques, la science et la musique. Environ un an après son arrivée aux États-Unis, Tsuda se convertit au christianisme et se fait baptiser. Bien que les Lanmans sont épiscopaliens, ils décident qu'elle doit être de l'ancienne église suédoise.

### Retour au Japon
Tsuda rentre au Japon en 1882 à 18 ans, ayant presque oublié la langue japonaise ce qui lui cause des difficultés temporaires. Elle connaît également des problèmes culturels en raison de la position inférieure des femmes dans la société japonaise. Même son père, Tsuda Sen, qui s'est radicalement occidentalisé depuis son départ, reste un patriarche traditionnel et autoritaire vis-à-vis des femmes.
Tsuda est embauchée par Itō Hirobumi pour devenir la tutrice de ses enfants. En 1885, elle commence à travailler à l'école pour filles d'aristocrates, mais n'est toujours pas satisfaite par les restrictions éducatives imposées aux femmes ainsi que par la politique éducative qui vise à transformer les petites filles en dames de maison et leur apprend à être des épouses obéissantes et de bonnes mères. Tsuda décide alors de retourner aux États-Unis.

### Second séjour aux États-Unis
De retour aux États-Unis, Tsuda étudie au Bryn Mawr College à Philadelphie de 1889 à 1892, d'où elle sort diplômée de biologie et de pédagogie. Elle étudie également au St Hilda's College au Royaume-Uni. Durant ce second séjour en Amérique, Tsuda décide que les autres femmes japonaises doivent pouvoir avoir le choix d'étudier à l'étranger. Elle fait de nombreux discours publics sur l'éducation des femmes japonaises et accumule 8 000 dollars de fonds pour établir une bourse d'études à destination des femmes japonaises.

### Établissement de l'université Tsuda
De retour au Japon en 1892, elle publie plusieurs thèses et fait des discours sur l'amélioration du statut des femmes. La loi sur les études supérieures des femmes de 1889 oblige chaque préfecture à établir au moins un collège public pour filles. Néanmoins, ces écoles ne fournissent pas la même éducation de qualité que celles des écoles pour garçons. En 1900, elle fonde l'institut des études anglaises pour femmes (女子英学塾, Joshi eigaku-juku) située à Kōjimachi, Tokyo pour fournir une éducation des arts libéraux pour toutes les femmes sans regard sur leur origine sociale. L'école fait face à des grands problèmes de financement et Tsuda passe beaucoup de temps à réunir des fonds. Fruits de ses intenses efforts, l'école est officiellement reconnue en 1903.
En 1905, Tsuda devient la première présidente de la branche japonaise de l'association chrétienne des jeunes femmes.
Cependant, le travail intensif de Tsuda commence à nuire à sa santé et elle est victime d'une attaque cérébrale. En janvier 1919, elle se retire dans sa résidence secondaire à Kamakura, où elle meurt en 1929 après une longue maladie. Le Joshi Eigaku Juku change son nom en Tsuda Eigaku Juku en 1933 et, après la Seconde Guerre mondiale, il devient l'université Tsuda. L'établissement est aujourd'hui l'une des plus prestigieuses universités pour femmes du Japon.

## Postérité
Bien que Tsuda désirait fortement une réforme du statut des femmes, elle ne prônait aucun mouvement social féministe et s'opposait au droit de vote des femmes. Ses activités se basaient sur son idée que l'éducation devait se focaliser sur le développement de la personnalité et de l'intelligence de l'individu.
- Son effigie figure sur les billets de 5 000 yens qui sont mis en circulation vers 2024. Le changement d’effigie sur les billets japonais de cette valeur n'ont pas eu lieu depuis 2004[5].
- Dans la série télévisée japonaise Yae no sakura (2013), son rôle est interprété par Mayuko Kawakita.